# Gospoščina (Nizozemska)
Gospoščina  (nizozemska beseda Heerlijkheid; pl. heerlijkheden ; imenovan tudi heerschap; latinsko: Dominium  ) je bila zemljiška posest, ki je pred letom 1800 služila kot najnižja upravna in sodna enota na podeželju v nizozemsko govorečih nizozemskih deželah. Nastala je kot enota gospostva pod fevdalnim sistemom v srednjem veku. Angleški ustrezniki so manor, seigniory in lordship .  Na območju Nemškega svetega rimskega cesarstva in kasneje Habsburškega cesarstva  je bil ekvivalent  Herrschaft ali pa Dvor. Sistem heerlijkheid je bila nizozemska različica manorializma, ki je prevladovala v nizkih deželah in je bila predhodnica sodobnega občinskega sistema na Nizozemskem in v flamski Belgiji .  

## Značilnosti in vrste
Tipičen dvor heerlijkheid je bil sestavljen iz vasi in okoliških zemljišč, ki se raztezajo na območju približno kilometer. Če vzamemo Wassenaar iz 18. stoletja kot primer velikega hoge heerlijkheida, je bil velik 3612 juter in je imel 297 hiš. Bližnji Voorschoten je bil velik 1538 juter in je imel 201 hišo. Nootdorp je bil ambachtsheerlijkheid 196 juter in 58 hiš.  V 18. stoletju je bilo v provinci Nizozemska 517 gospoščin - heerlijkheden. Vse so spadale v zadnje tri kategorije na spodnjem seznamu.
Vse  gospoščine niso bile enake. Razlikovale so se po velikosti in sestavi. Prav tako gospoščin ne smemo zamenjevati z večjim ozemljem, kot je grofija ( graafschap ) ali viscounty ( burggraafschap ), niti z upravnimi regijami, ki so enake angleškemu izrazu "shire", nizozemskemu gouwu, nemškemu Gau ali rimskemu ali karolinškemu pagus . Flamski castellany ( kasselrij ali burggraafschap ) je bil večji in drugačen od heerlijkheida, vendar so bili v nekaterih pogledih podobni.
Obstajale so različne vrste heerlijkheida:
- vrijheerlijkheid — alodijalna gospoščina ali alodij.[7] Te heerlijkhedene običajno najdemo na robovih okrožja in so jih imenovali 'svobodni' ( vrij ), ker so bili alodialni namesto fevda, ki ga je imel fevdni gospod.
- erfheerlijkheid — fevdalna dedna gospočina.
- hoge heerlijkheid — veliko gospostvo ali ' častno ', bodisi fevd ali alodij . V teh velegospostvih je imel gospod pristojnost za imenovanje sodnega izvršitelja ( baljuw ) in ne samo sodnika ( schout ) in za izvrševanje smrtne kazni. Možno je bilo, da je bil heerlijkheid svoboden ( vrij ) in velik ( hoge ). Največje so bile pravzaprav mini grofije znotraj okrožja. [8]
- ambacht ali ambachtsheerlijkheid — najemno gospostvo, ki se pogosto nahaja v notranjosti in ne na mejah. Najemne gospoščine so včasih obsegale le grad in nekaj hektarjev zemlje, čeprav je bila večina večja od tega. [8] Najemnik ni imel moči 'krvnega sodstva', torej moči, da izreče smrtno kazen.
- schoutsambt — sodni urad, ozemlje pod pristojnostjo sodnika ( schout ), torej enakovredno jurisdikciji heerlijkheida

## Graščinski gospod
Osrednja figura je bil gospod heerlijkheida in dejansko njegov lastnik - gospod graščine ali gospa. V nizozemščini se je gospod imenoval heer in gospa vrouw(e). Gospoda so omenjali tudi z latinsko besedo dominus. Redkejša angleška alternativa je seigneur .  Obstajale so različne vrste gospodov in gospa:
- vrijheer in vrijvrouwe (dobesedno, 'svobodni gospod' in 'svobodna dama') - alodialni gospodar ali alodiar, najemnik alodialnega gospostva.
- erfheer in erfvrouwe (dobesedno, 'dedni gospod' in 'dedna gospa') - fevdalni baron ali mesne gospod, najemnik fevda.
- baanderheer (dobesedno, ' viteški banneret ') - najemnik po viteški službi ; nekateri gospodje so uporabljali ta naslov, ko je bila njihova plemiška linija starodavna in zato boljša od drugih plemičev
- ambachtsheer — najemnik sodnega urada ( ambacht ali ambachtsheerlijkheid ).

V fevdalnem sistemu je bil graščinski gospod običajno sam vazal višjega glavnega najemnika, običajno visokorojenega plemiča, ki je bil nato kronski vazal kralja ali cesarja . Vendar včasih ni bilo mesne najemnine ( tussenliggende heerschappij ), kot je to veljalo za viteške honorarje, ki so bili v kapitu ( rijksonmiddellijke heerlijkheid ). Heerlijkheidu je neposredno vladal grof ( graaf ), vikont ( burggraaf ) ali baron ( baron ). Prav tako ni bilo nenavadno, da je bil gospod cerkveni, npr. knez-škof ( prins-bisschop ) ali knez-opat ( vorst-abt ).
Prvotno je imelo gospoščine -  heerlijkheden izključno plemstvo. Vendar pa gospostvo nad gospoščinami -  heerlijkheidom od 16. stoletja ni bilo sinonim za plemstvo. Gospoščino -  Heerlijkheid je bilo mogoče kupiti in prodati. Mnogi so končali v rokah bogatih trgovcev in političnega razreda, znanega kot regenti .